# Ardentown
Ardentown és una població dels Estats Units a l'estat de Delaware. Segons el cens del 2000 tenia 300 habitants.

## Demografia
Segons el cens del 2000, Ardentown tenia 300 habitants, 136 habitatges, i 82 famílies. La densitat de població era de 503,6 habitants per km².
Dels 136 habitatges en un 20,6% hi vivien nens de menys de 18 anys, en un 48,5% hi vivien parelles casades, en un 9,6% dones solteres, i en un 39% no eren unitats familiars. En el 30,9% dels habitatges hi vivien persones soles el 8,1% de les quals corresponia a persones de 65 anys o més que vivien soles. El nombre mitjà de persones vivint en cada habitatge era de 2,08 i el nombre mitjà de persones que vivien en cada família era de 2,57.
Per edats la població es repartia de la següent manera: un 15% tenia menys de 18 anys, un 2,3% entre 18 i 24, un 25,3% entre 25 i 44, un 34,3% de 45 a 60 i un 23% 65 anys o més.
L'edat mediana era de 48 anys. Per cada 100 dones de 18 o més anys hi havia 73,5 homes.
La renda mediana per habitatge era de 64.286 $ i la renda mediana per família de 72.500 $. Els homes tenien una renda mediana de 63.125 $ mentre que les dones 31.875 $. La renda per capita de la població era de 35.577 $. Aproximadament l'1,3% de les famílies i el 2,5% de la població estaven per davall del llindar de pobresa.

## Poblacions més properes
El següent diagrama mostra les poblacions més properes.